# Jens Munk
Jens Munk, född 3 juni 1579, död 1628, var en norsk sjöofficer, diplomat och forskningsresande. År 1619 fick han uppdrag av Kristian IV att utforska sjövägen till Indien genom nordvästpassagen.

## Biografi
Jens Munk var son till Erik Munk som fått flera förläningar av Fredrik II av Danmark efter det Nordiska sjuårskriget, bland annat i Arendal, Norge. Hans farfar Niels Munk ägde gården Hjörne i Halland. Fadern kom i onåd hos kungen och sattes i fängelse på Dragsholms slott. År 1588 skickades sönerna Niels och Jens till sin faster som var gift med borgmästaren i Ålborg. Munk gick till sjöss vid tolv års ålder och kom till Porto i Portugal. Han fick arbete hos en köpman och lärde sig portugisiska. Efter ett år fick han följa med ett fartyg till Bahia. Utanför Brasilien kust kapades fartyget av franska sjörövare. Munk lyckades rädda sig och stannade i Bahia i flera år, blev lärling hos en skomakare i ett år och därefter hos en porträttmålare. 

### Kunglig ämbetsman
Munk beordrades efter ett äventyrligt och kringflackande liv 1610 av Kristian IV att i ekonomiskt-politiskt syfte göra en upptäcktsfärd till Novaja Zemlja och söka Nordostpassagen. Men fartyget skruvades ner av isen och expeditionen misslyckades. Året därpå deltog Munk i Kalmarkriget och gjorde en stor insats vid belägringen av Älvsborgs slott vid Göta älvs mynning.
Därefter tjänstgjorde han som ambassadör i Spanien och Archangelsk och sedan som chef för skyddsvakten mot fisket och mot kapare i Nordsjön och bildade det första valfångarrederiet. 

### Polarresan

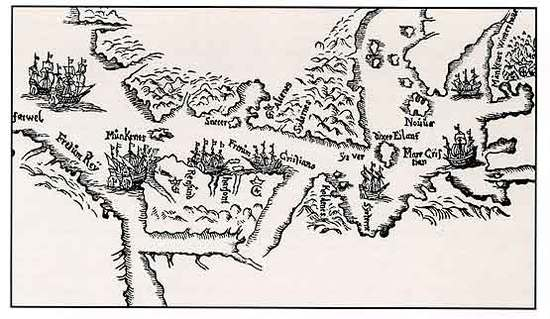
Karta ritad av Jens Munk 1624

Åren 1619-20 gjorde han på regeringsuppdrag med 64 mans besättning och fartygen Enhjørningen och Lamprenen försök att finna Nordvästpassagen men fick enligt tidens uppfattning in i den slutna Hudsonbukten där han övervintrade vid Churchillflodens mynning. 62 man dukade under av skörbjugg och köld, men med de två överlevande lyckades han rädda sig hem med Lamprenen. Planer på dansk kolonisation i det besökta området skrinlades av politiska skäl, och Munk återgick i aktiv krigstjänst och stupade som eskaderchef utanför Stralsund. Hans resebeskrivning Navigatio Septentrionalis från 1624 tillhör den klassiska polarlitteraturen.

## Eftermäle
Jens Munk Island nära Baffin Island har uppkallats efter Jens Munk.